# Primeira Liga 2005-06
La Primeira Liga 2005/06 (renombrada en esta temporada con el nombre de su patrocinador como Liga Betandwin) fue la 72.ª edición de la máxima categoría de fútbol en Portugal. Porto ganó su 21° título. La temporada comenzó el 19 de agosto de 2005 y finalizó el 7 de mayo de 2006.

## Clasificación
| Pos. | Equipo               | PJ | PG | PE | PP | GF | GC | DG  | PTS. |
| ---- | -------------------- | -- | -- | -- | -- | -- | -- | --- | ---- |
| 1.   | FC Porto             | 34 | 24 | 7  | 3  | 54 | 16 | 38  | 79   |
| 2.   | Sporting CP          | 34 | 22 | 6  | 6  | 50 | 24 | 26  | 72   |
| 3.   | SL Benfica           | 34 | 20 | 7  | 7  | 51 | 29 | 22  | 67   |
| 4.   | SC Braga             | 34 | 17 | 7  | 10 | 38 | 22 | 16  | 58   |
| 5.   | CD Nacional Funchal  | 34 | 14 | 10 | 10 | 40 | 32 | 8   | 52   |
| 6.   | Boavista FC          | 34 | 12 | 14 | 8  | 37 | 29 | 8   | 50   |
| 7.   | UD Leiria            | 34 | 13 | 8  | 13 | 44 | 42 | 2   | 47   |
| 8.   | Vitória Setúbal      | 34 | 14 | 4  | 16 | 28 | 33 | -5  | 46   |
| 9.   | CF Estrela Amadora   | 34 | 12 | 9  | 13 | 31 | 33 | -2  | 45   |
| 10.  | CS Marítimo          | 34 | 10 | 14 | 10 | 38 | 37 | 1   | 44   |
| 11.  | FC Paços Ferreira    | 34 | 11 | 9  | 14 | 38 | 49 | -11 | 42   |
| 12.  | Gil Vicente FC       | 34 | 11 | 7  | 16 | 37 | 42 | -5  | 40   |
| 13.  | Académica de Coimbra | 34 | 10 | 9  | 15 | 37 | 48 | -11 | 39   |
| 15.  | Naval 1º Maio        | 34 | 11 | 6  | 17 | 35 | 48 | -13 | 39   |
| 14.  | CF Belenenses        | 34 | 11 | 6  | 17 | 40 | 42 | -2  | 39   |
| 16.  | Vitória Guimarães    | 34 | 8  | 10 | 16 | 28 | 41 | -13 | 34   |
| 17.  | Rio Ave FC           | 34 | 8  | 10 | 16 | 34 | 53 | -19 | 34   |
| 18.  | FC Peñafiel          | 34 | 2  | 9  | 23 | 21 | 61 | -40 | 15   |

|  | Clasificación directa a la Liga de Campeones de la UEFA |
|  | Tercera ronda previa de la Liga de Campeones de la UEFA |
|  | Primera ronda de la Copa de la UEFA                     |
|  | Descenso a la Liga de Honra                             |

## Resultados
- Liga de Campeones: FC Porto, Sporting CP
- Calificación a la Liga de Campeones: SL Benfica
- Copa de la UEFA: SC Braga, CD Nacional, Vitória Setúbal
- Descensos: FC Peñafiel, Vitória Guimarães, Rio Ave FC
- Ascensos: SC Beira Mar, CD Alves

## Campeón
|                             |
| Campeón FC Porto 21° título |

## Máximos goleadores
Albert Meyong ganó la Bota de Oro de Portugal al anotar 17 goles esta temporada.
| Albert Meyong | Belenenses | 17 |
| João Tomás    | Braga      | 15 |
| Nuno Gomes    | Benfica    | 15 |
| Liédson       | Sporting   | 15 |
| André Pinto   | Nacional   | 14 |

## Futbolista del año
Ricardo Quaresma (FC Porto)